# Country Club Heights
Country Club Heights è un comune degli Stati Uniti d'America, situato nello Stato dell'Indiana, nella contea di Madison.